# Стрюков, Яков Сергеевич
Яков Сергеевич Стрюков (род. 18 января 1997 года) — российский пловец в ластах.

## Карьера
Тренируется у Ольги Черепановой в СШОР «Дельфин».
На чемпионате мира 2018 года в составе смешанной четвёрки завоевал серебро.
На чемпионате мира 2021 года завоевал бронзу на дистанции 1500 метров. 
В конце сентября в акватории Карибского моря близ колумбийского города Санта-Марта прошел чемпионат мира по плаванию в ластах на открытой воде (марафонские заплывы в ластах). Завоевал серебро в смешанном квартете 4 х 150 метров и золото в смешанной эстафете 4 х 2000 метров.  
В 2019 году закончил Алтайский государственный гуманитарно-педагогический университет имени В. М. Шукшина.
В 2021 году закончил Алтайский государственный гуманитарно-педагогический университет имени В. М. Шукшина.